# Semirom (Verwaltungsbezirk)
Semirom (persisch شهرستان شهرضا) ist ein Schahrestan in der Provinz Isfahan im Iran. Er enthält die Stadt Semirom, welche die Hauptstadt des Verwaltungsbezirks ist. Der Verwaltungsbezirk hat vier Städte: Semirom, Komeh, Vanak und Hana.

## Demografie
Bei der Volkszählung 2016 betrug die Einwohnerzahl des Schahrestan 74.109. Die Alphabetisierung lag bei 82 Prozent der Bevölkerung. Knapp 52 Prozent der Bevölkerung lebten in urbanen Regionen.
| Zensusjahr | Einwohnerzahl |
| ---------- | ------------- |
| 2011       | 65.047        |
| 2016       | 74.109        |